# Montjay, Hautes-Alpes
Montjay är en kommun i departementet Hautes-Alpes i regionen Provence-Alpes-Côte d'Azur i sydöstra Frankrike. Kommunen ligger  i kantonen Rosans som ligger i arrondissementet Gap. År 2022 hade Montjay 104 invånare.

## Befolkningsutveckling
Antalet invånare i kommunen Montjay
Referens:INSEE